# Opistophthalmus pugnax
Espèce
Synonymes
- Opisthophthalmus curtus Thorell, 1876
- Opisthophthalmus latimanus kalaharicus Hewitt, 1935

Opistophthalmus pugnax est une espèce de scorpions de la famille des Scorpionidae.

## Distribution
Cette espèce se rencontre en Afrique du Sud, au Botswana et au Lesotho.

## Description

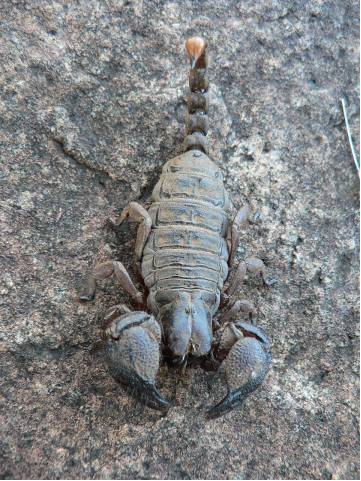
Opistophthalmus pugnax ♀

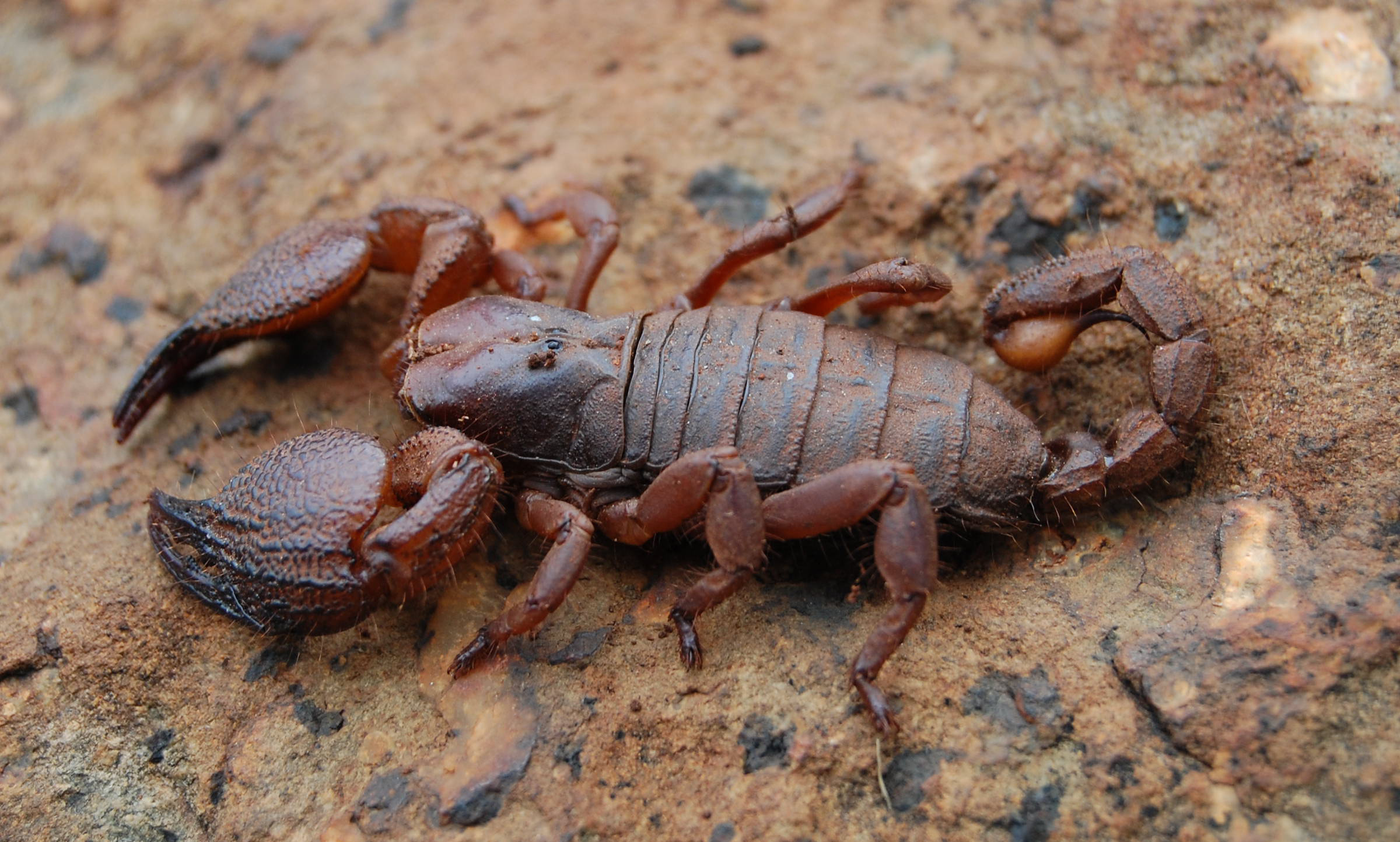
Opistophthalmus pugnax

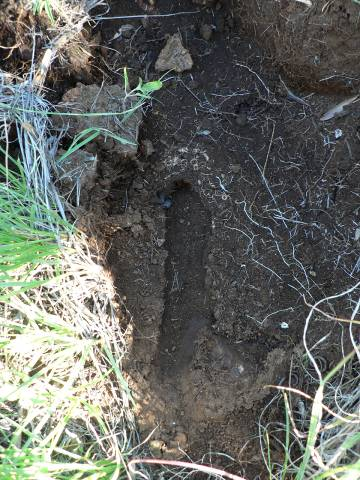
terrier dOpistophthalmus pugnax

Le mâle holotype mesure 89 mm.

## Systématique et taxinomie
Cette espèce a été décrite par Thorell en 1876. Elle est considérée comme une sous-espèce d'Opistophthalmus latimanus par Hewitt en 1918. Elle est élevée au rang d'espèce par Prendini en 2001.

## Publication originale
- Thorell, 1876 : Études Scorpiologiques. Atti della Società Italiana di Scienze Naturali, vol. 19, p. 75–272 (texte intégral).